# Лисан Юрій Іванович
Лисан Юрій Іванович (1874—1946, за іншими даними — 1947, Румунія) — бургомістр м. Вашківці (1910—1914), депутат Буковинського крайового сейму (1911—1918), депутат парламенту Румунії (1926—1927).
Один з ініціаторів заснування 1903 року у м. Вашківці (нині Вижницького району Чернівецької області) 2-ї буковинської «Січі» (відповідав за організаційну дисципліну). 1910–1914 рр. — бургомістр (посадник) Вашківців. Сприяв будівництву та відкриттю 1912 року української школи-гімназії, став головою опікунського комітету, виділяв кошти з міського бюджету на її розвиток. 1911–1918 рр. — депутат Буковинського крайового сейму. 18 жовтня 1918 року брав участь в Українській конституанті у Львові, 8 листопада того ж року на національному вічі у Вашківцях обраний начальником громади. Член і активний діяч Української народно-трудової партії (1919–1922) та Української народно-демократичної партії (1922–1927). Депутат парламенту Румунії від Української народно-демократичної партії (1926–1927). У передвиборчій програмі вимагав дотримання прав національних меншин, зокрема викладання українською мовою у школах Чернівецького, Сторожинецького, Радеуцького повітів. Разом із А. Лукашевичем протестував у румунському сенаті проти примусової румунізації, направив міністру Буковини протест проти зловживань під час перепису населення Румунії (1927). Співзасновник і член Української національної партії (1927–1938). У Вашківцях йому було облаштовано символічну могилу.